# София Ангелика фон Вюртемберг-Оелс
София Ангелика фон Вюртемберг-Оелс (на немски: Sophie Angelika von Württemberg-Oels; * 30 май 1677, дворец Бернщат, днес Берутов в Силезия; † 11 ноември 1700, Пегау, област Лайпциг) е принцеса от Вюртемберг-Бернщат-Оелс и чрез женитба херцогиня на Саксония-Цайц-Пегау-Нойщат (1699 – 1700).

## Живот
Тя е втората дъщеря на херцог Кристиан Улрих I фон Вюртемберг-Оелс (1652 – 1704) и първата му съпруга принцеса Анна Елизабет фон Анхалт-Бернбург (1647 – 1680), дъщеря на княз Кристиан II фон Анхалт-Бернбург (1599 – 1656) и принцеса Елеонора София фон Шлезвиг-Холщайн-Зондербург (1603 – 1675).
Майка ѝ Анна Елизабет умира през 1680 г. Нейният баща Кристиан Улрих I се жени втори път през 1683 г. за Сибила Мария фон Саксония-Мерзебург (1667 – 1693) и още два пъти (1695 и 1700).
София Ангелика се омъжва на 23 април 1699 г. в Оелс, Силезия, за херцог Фридрих Хайнрих фон Саксония-Цайц (* 21 юли 1668; † 18 декември 1713). Бракът е бездетен и София Ангелика умира след 19 месеца на 23 години на 11 ноември 1700 г. Тя е погребана в криптата на катедралата „Св. Петър и Павел“ в Цайц.